# Influenzavirus A subtype H10N3
Het Influenzavirus A subtype H10N3 is een subtype van het Influenzavirus A dat griep veroorzaakt. Het virus wordt voornamelijk aangetroffen bij wilde vogelsoorten. De eerste menselijke besmetting werd gemeld in 2021.

## Bij dieren
in de periode 1978 - 2018 waren er zo’n 160 besmettingen met het virus gemeld. In de meeste gevallen bij wilde- en watervogels. Onderzoeken tonen aan dat het subtype bij een breed spectrum aan pluimvee, wilde vogelsoorten en zelfs zoogdieren voorkomt. Dit laat zien dat het mogelijk een sterk aanpassingsvermogen heeft. H10N3 is geïsoleerd in een brede geografische spreiding bij onder andere gedomesticeerd pluimvee (kippen), eenden en andere water- en landvogels.
Bij dieren vertoont het virus complexe pathologie, met complexe virale verschuivingen en mutaties. Dit draagt bij dat de pathobiologische patronen die kippen, eenden en muizen vertonen een aanleiding kunnen geven voor een mogelijk gevaar voor mensen. Het subtype is doorgaans echter een minder ernstige variant en het is daarom niet aannemelijk dat het tot een significante uitbraak zou kunnen leiden.

## Bij mensen
Het eerste menselijke geval werd gemeld in Zhenjiang, in de oostelijke provincie van China, Jiangsu. De patiënt werd met symptomen opgenomen in het ziekenhuis april 2021, met een diagnose van H10N3 die werd bevestigd in mei 2021. Volgens de Chinese nationale gezondheidscommissie is er in China nog geen geval bekend van overdracht van het H10N3-virus van mens op mens. Er zijn geen aanwijzingen dat het virus onder mensen gemakkelijk overdraagbaar is, hoewel andere soorten H10-vogelgriep in China en Australië eerder ook mensen hebben kunnen besmetten. Het H10N3-virus wordt daarom gezien als een mogelijk gevaar voor de volksgezondheid.